# Симона Пейчева
Симона Пейчева е бивша българска състезателка по художествена гимнастика, национална състезателка, журналистка, водеща на предаванията „Така го правят жените“ по телевизия BBT и „Неделни нюанси“ по БНТ 2.

## Биография
Родена е на 14 май 1985 г. Завършва през 2004 г. 8 СОУ „Васил Левски“ в София.
Състезателка е на „Академик“ София. През 1999 г. става републиканска шампионка на България за девойки. През 2000 г. е приета в националния отбор на България за жени. През 2001 г., след класиране от контролно състезание на националния отбор, Симона Пейчева заема 1-во място и си извоюва правото да замине на Гран При в Киев, на което се класира 7-а в многобоя – на два уреда е 6-а и на другите два – 5-а. През юни 2001 г. заминава на Европейско първенство в Женева (Швейцария), на което има две четвърти места и две пети на отделните уреди.
През октомври 2001 г. печели сребърен медал в многобоя, три златни медала на обръч, топка и бухалки, един сребърен на въже и един бронзов в отборната надпревара на Световното първенство в Мадрид (Испания). През 2002 г. се класира на четвърто място в многобоя и трето място отборно на Европейското първенство в Гранада (Испания). На Световното първенство 2002 г. в Щутгарт (Германия) печели два златни медала на топка и бухалки, сребро на обръч, четвърто място на въже; 2003 г. – заема трето място на Европейското първенство в Германия.
Тя е носителка на три златни, два сребърни и един бронзов медал от отборното класиране от Световното първенство в Мадрид (Испания) през 2001 година. Участвала е два пъти на олимпийски игри – Атина през 2004 г. и е шеста в многобоя, а в Пекин през 2008-а – десета в многобоя. През юни на европейското първенство в Торино завършва седма в многобоя, а през юли на Световната купа във Варна печели титлата в многобоя, взема три златни и едно сребърно отличие на финалите на отделните уреди. На 17 декември 2008 г. Пейчева официално слага край на спортната си кариера.
Има един син Алексей (р. 2009 г.). Таткото е Горан Петров.
През 2015 г. участва в телевизионното предаване „И аз го мога“ по НОВА ТВ. След дълги битки и три месеца надпревари тя печели автомобил „Hundai i20“.
От 1 ноември 2020 г. е водеща на предаването „Неделни нюанси“ по БНТ 2. „Свикнала съм да бъда пред публика и да показвам какво мога. По това си приличат спортната ми кариера и работата и ми на малкия екран. Обичам телевизията, защото тя ми дава възможност да разкажа всички красиви и интересни истории, към които любознателността ми ме води. Има толкова много интересни хора, чиято работа обогатява обществото ни – ще ги видите в ефира на БНТ 2 в „Неделни нюанси“, споделя Симона Пейчева.